# الموقف المتعمد
الموقف القصديّ أو الموقف المُتعمَّد (بالإنجليزيّة: Intentional stance)، هو مصطلح صكَّه الفيلسوف الأمريكيّ دانيال دينيت، لوصف مستوى التجريد الذي نرى به سلوك كيان بمفاهيم الخصائص العقليّة. يُعتبر المصطلح جزء من نظرية المحتوى العقليّ التي اقترحها دينيت، والتي توفِّر الركائز التي تقوم عليها أعماله اللاحقة في حرية الإرادة والوعي وعلم النفس الشعبيّ والتطور.

## دينيت والتعمُّد
يقول دينيت (1971، صـ87)، أنه أخذ مفهوم «القصديّة/التعمُّد» من أعمال الفيلسوف الألمانيّ فرانتز برينتانو. حيث وضع برينتانو تفريقًا بين الظواهر الفيزيائيّة والظواهر العقليّة قائلًا أنه على عكس الظواهر الفيزيائيّة، فإن «السمة المميزة لكل الظواهر العقليّة» هي «الإشارة للشيء باعتباره كائن»، وأطلق على تلك السمة مصطلح «اللاوجود القصديّ». يتحدث دينيت باستمرار عن «حوليّة» القصد، على سبيل المثال «حوليّة علامات القلم الرصاص المكوِّنة لقائمة التسوق، مشتقة من نوايا/مقاصد الشخص صاحب القائمة».
يؤكِّد جون سورل على أن «صلاحية» تنبؤ/ تفسير سلوكيات إنسان تنطوي على اعتبار الآخرين ككائنات «عمديّة»، وتفسير عقول الآخرين باعتبار أنها تملك «حالات عمديّة» (مثل المعتقدات والرغبات): 
تبعًا لدينيت، فإن علم النفس الشعبيّ يوفِّر «تفسيرًا نظاميًّا موفرًا للأسباب» بشأن فعل معين، ولمحة عن الأصول التاريخيّة لهذا الفعل، بناءً على فرضيات مدروسة بعمق عن الكائن، مثل:
1. أن فعل الكائن عقلانيّ بالكامل
2. أن فعل الكائن مبرر بالكامل (في الظروف السائدة)
3. أن الكائن يحمل معتقدات محددة
4. أن الكائن يرغب في أمور محددة
5. أن أفعال الكائن المستقبليّة يمكن التنبؤ بها تبعًا للمعتقدات والرغبات المنسوبة له[4]

تتوافق تلك المقاربة مع الأعمال السابقة لفرتز هيدر وماريان سميل، حيث أظهرت دراسة مشتركة بينهما، أنه عندما يُعرَض على المشاركين صور متحركة لأشكال ثنائيّة البُعد، يبدأون في نسب النوايا للأشكال.
كما يجادل دينيت، بأنه بناءً على رؤانا الشخصيّة الثابتة عن ما يجب أن يعتقد ويرغب فيه ويفعله كل البشر، نتنبأ (أو نشرح) المعتقدات والرغبات والأفعال الخاصة بالآخرين «بحسابها في نظام معياريّ»، واتساقًا مع الافتراض المُبرر عن أن البشر جميعًا كائنات عقلانيّة، لدينا بالتأكيد معتقدات ورغبات محددة، ونتصرَّف بناءً على هذه المعتقدات والرغبات للحصول على ما نريده، وهذه التنبؤات/الشروحات مبنيّة على أربع قواعد: 
1. معتقدات هذا الكائن هي معتقدات ينبغي أن يحلمها فرد عاقل (بناءً على «القدرات التصوريّة» و«الاحتياجات الإبستيميّة» و«السيرة الذاتيّة»)
2. في العموم، تلك المعتقدات حقيقيّة ولها صلة بحياتهم
3. رغبات هذا الكائن هي رغبات ينبغي أن يحملها فرد عاقل (بناءً على «الاحتياجات البيولوجيّة» و«الوسائل الأكثر قابليّة للتنبؤ لإشباعها») من أجل تحسين فرصهم في «النجاة» و«احتياجات الإنجاب».
4. ستتكوَّن سلوكيات الكائن من تلك الأفعال التي ينبغي أن يفعلها فرد عاقل يحمل معتقدات (ولديه تلك الرغبات).[6]

## الثلاث مستويات لدينيت
جوهر فكرة دينيت، أنه بينما نفهم، نشرح، أو نتنبأ بسلوكيات الكائن، يمكننا أن نختار رؤيته على مستويات مختلفة من التجريد. كلما زادت درجة الواقعيّة، كلما زادت دقة التنبؤات من حيث المبدأ. وكلما زادت درجة التجريد كلما تعاظمت القوة الحاسوبيّة التي نحصل عليها عن طريق البُعد عن البيانات غير ذات الصلة.
يُعرِّف دينيت مستويات التجريد، المستقاة بتبني واحد من ثلاث «مواقف» مختلفة تمامًا، أو استراتيجيات فكريّة: الموقف الفيزيائيّ، الموقف التصميميّ، الموقف القصديّ.
الأكثر واقعيّة هو: الموقف الفيزيائيّ. مجالا الفيزياء والكيمياء، تقوم فيهما التنبؤات على المعرفة المتعلِّقة بالتكوين الفيزيائيّ للنظام والقوانين الفيزيائيّة التي تحكم عمله، وبالتالي بالحصول على مجموعة من القوانين الفيزيائيّة والظروف المبدئيّة، ونسق محدد، يمكن التنبؤ بحالة الكائن المستقبليّة (يمكن تسمية ذلك أيضًا بـ«الموقف التركيبيّ»). وفي هذا المستوى، ننشغل بأمور مثل الكتلة والطاقة والسرعة والتركيب الكيميائيّ. عندما نتنبأ بمكان هبوط الكرة بناءً على مسارها الحاليّ، فنحن نتبنى في هذه الحالة الموقف الفيزيائيّ. وعندما ننظر على شريط مصنوع من نوعين من المعادن مربوطين ببعضهما ونتنبأ بطريقة التوائهما مع تغيُّر درجة الحرارة، بناءً على الخصائص الفيزيائيّة للمعدنين.
أكثر منه تجريدًا هو الموقف التصميميّ، وهنا يتحول الحديث إلى مجالي البيولوجيا والهندسة، وهما لا يتطلبان معرفة التركيب الفيزيائيّ ولا القوانين الفيزيائيّة التي تحكم عمل النظام. وبناءً على الافتراض الضمنيّ عن عدم وجود خلل وظيفيّ في النظام، يمكن الحصول على تنبؤات من معرفة غرض تصميم النظام (يمكن تسمية ذلك بـ«الموقف الغائيّ» أيضًا). وفي هذا المستوى ننشغل بأمور مثل الغرض والوظيفة والتصميم. فعندما نتنبأ بأن الطائر سيحلق لأنه حرَّك جناحيه، بناءً على أن وظيفة الأجنحة الطيران، فنحن حينئذ نتبنى الموقف التصميميّ.
الأكثر تجريدًا هو الموقف القصديّ، في مجالي العقل والبرمجة، حيث لا تُطلَب أي معرفة بالتركيب أوبالتصميم، و«[يوضح] منطق الشروحات العقليّة للتصرفات، والقوة التنبؤيّة وعلاقتها بالأشكال الأخرى من التفسير» (Bolton & Hill, 1996). تُبنى التنبؤات على أساس الشروحات التي يمكن التعبير عنها بمفاهيم الحالات العقليّة ذات المعنى، وبإعطائها مُهمة التنبؤ بسلوكيات كائن محدد أو شرحها، يُفترض ضمنيًّا أن الكائن سيتصرَّف دائمًا بناءً على معتقداته ورغباته للحصول على ما يريد بالتحديد (يمكن تسميّة ذلك أيضًا بـ«موقف علم النفس الشعبيّ»). وفي هذا المستوى، ننشغل بالمعتقدات والتفكير والنوايا. فعندما نتنبأ بأن الطائر سيحلق عندما يرى القطة لأنه خائف من أن تفترسه، فإننا نتبنى الموقف القصديّ.
وضع دينيت هذه الفرضيات في 1971، قائلًا «بينما لا يفترض الموقف القصديّ أي موقف أقل»، ربما يكون هناك مستوى رابع أعلى: «موقف أخلاقيّ حقيقيّ تجاه النظام»: الموقف الشخصيّ والذي يفترض الموقف القصديّ (أي أنه يعامل الكائن باعتباره عاقل) و«ينظر إليه باعتباره شخص أيضًا».
التحول إلى مستوى أعلى من التجريد له فوائده وعيوبه. وعلى سبيل المثال، عندما ننظر لكل من الشريط ثنائي المعدن وأنبوبة الزئبق كلاهما بأنهما ثيرمومتر، سنضل عن حقيقة أنهما يختلفان في دقة ومدى درجة الحرارة، مما يؤدي إلى تنبؤات خاطئة طالما استُخدم الثيرمومتر خارج الظروف المُصمم لها.
يقول دينيت أنه من الأفضل أن ننظر إلى السلوك البشريّ في مستوى الموقف القصديّ، بدون الالتزام بأي واقع أعمق من آثار علم النفس الشعبيّ. يدور الجدال حول تلك النقطة بشأن التزام دينيت بالواقعيّة عن الخصائص العقليّة. حيث اعتبر البعض تفسيرات دينيت جانحة نحو الذرائعيّة، ولكن مع مرور الزمن واستخدام الفكرة لدعم المزيد من النظريات بشأن الوعي، أصبح الاعتقاد القائم عنها أنها تميل إلى الواقعيّة. وبكلماته الخاصة نرى أن دينيت يقع في الوسط بينهما، فهو يقترح أن النفس حقيقية مثل مركز الجاذبيّة، وهي «كائن مجرَّد، في خيال المُنظِّر»، ولكنه صحيح عمليًّا.
يُعتبر الموقف القصديّ، كطريقة لفهم الأمور، متوافقًا تمامًا مع الفهم الشائع، وبالتالي يحقق شرط اليانور روش (1978) عن «أقصى معلومات بأقل مجهود إدراكيّ»، حيث تجادل روش، أن نظام التصنيف يحتوي ضمنيًّا على مجموعة من الافتراضات مثل:
- الغرض الرئيس من أي نظام للتصنيف هو تقليل عشوائيّة الكون بتوفير «أكبر قدر من المعلومات بأقل مجهود إدراكيّ»
- أن العالم الواقعيّ مُنظَّم ومُركَّب، بدلًا من أن يكون عشوائيًّا أو غير متوقَع. وبالتالي إذا تمكنّا من تصنيف المعلومات بدقة، «بتوفير أكبر قدر من المعلومات بأقل مجهود إدراكيّ»، فلن نتمكن من فعل ذلك إلا بسبب أن نظام التصنيف الذي اتبعناه يتوافق مع التركيب المُتصوَّر عن العالم الواقعيّ.[12]

## الدليل العصبيّ
يقترح كل من فيليب روبنز وأنتوني جاك أن «تمييز دينيت الفلسفيّ بين الموقفين الفيزيائيّ والقصديّ لديه الكثير من الشواهد» من وجهة نظر علم النفس وعلم الأعصاب. وأظهروا ذلك خلال مراجعات بعض الدراسات عن القدرة على تبني الموقف القصديّ (في ما يُطلَق عليه «قراءة العقل» أو «التعقُّل» أو «نظرية العقل») ويفرقونها عن الموقف الفيزيائيّ («الفيزياء الشعبيّة» أو «الفيزياء البدهيّة» أو «نظرية الجسد»). ومن الأمثلة على ذلك: التوحد؛ حيث يكون الشخص مفتقدًا للموقف القصديّ مع الاحتفاظ بالموقف الفيزيائيّ، بينما في متلازمة ويليامز؛ يكون هناك خلل في الموقف الفيزيائيّ مع الاحتفاظ بالموقف القصديّ. يشير ذلك إلى انفصال مزدوج بين الموقفين القصديّ والفيزيائيّ في الدماغ. وبالرغم من ذلك فإن أغلب الدراسات لم تجد دليلًا على وجود خلل في قدرة الأشخاص المتوحدين على فهم أهداف ونوايا الآخرين، لكن البيانات تشير إلى أنهم يفقدون القدرة على فهم العواطف الاجتماعيّة المُعقدة أو اعتبار وجهات نظر الآخرين.
يشير روبنز وجاك إلى دراسة عام 2003 عُرض فيها على المشاركين أشكال متحركة مختلفة، بعضها يُفسَّر بأنه تفاعل اجتماعيّ، والبعض الآخر على أنه حركات ميكانيكيّة. نشَّط النظر إلى التفاعلات الاجتماعيّة مناطق الدماغ المسئولة عن التعرف على الوجوه والكائنات البيولوجيّة (قشرة الدماغ الصدغيّة)، بالإضافة إلى معالجة المشاعر (اللوزة الدماغيّة اليمنى والقشرة المخيّة الأماميّة الجبهيّة). ونشَّطت التفاعلات الميكانيكيّة المناطق التي تتعرف على الأشياء مثل الأدوات التي يمكن التلاعب بها (الفص الصدغيّ الخلفيّ). يقترح المؤلفون أن «هذه النتائج تظهر [النظام الباطن] المزعوم عن الفهم الاجتماعيّ والميكانيكيّ المنقسم إلى مناطق مختلفة للمعالجة والتخزين».

## الموقف الظاهراتيّ
يجادل روبنز وجاك على وجود موقف إضافيّ في ما وراء المواقف الثلاثة التي اقترحها دينيت. ويسمونه الموقف الظاهراتيّ؛ وينسبون إليه الوعي والمشاعر والخبرات الداخليّة في الدماغ. توضِّح الفجوة التفسيريّة لمشكلة الوعي هذا الميل لوضع الخبرة الظاهراتيّة في موضع مختلف عن العمليات الفيزيائيّة. يقترح المؤلفون أن الاضطرابات النفسيّة ربما تشير إلى اختلال في الموقف الظاهراتيّ وليس القصديّ، فبينما يظهر أن المتوحدين لديهم حس أخلاقيّ سليم، ليس لديهم القدرة على قراءة العقول فقط. تقترح تلك الأمثلة انفصال مزدوج بين الموقفين الظاهراتيّ والقصديّ.
يشرح روبنز وجاك في ورقة علميّة أخرى كيفيّة ارتباط الموقفين الظاهراتيّ والقصديّ بالحس الأخلاقيّ خلال أربع تجارب. تظهر تجربتين منهما أن الحديث عن السلطعون مع الاقتناع بأنه قوي المشاعر أدى إلى تعاطف أكبر معه، وأنه يستحق رفاهيّة وحماية أكبر، بصورة تفوق الحديث عنه مع الاقتناع بأنه كائن ذكيّ. وجدت التجربتان الثالثة والرابعة أن تصور الكائن أنه مستضعف أدى إلى الرجوع إلى الخبرة الظاهراتيّة.
أجرى برايس هيوبنر دراستين في الفلسفة التجريبيّة لاختبار نَسْب الطلاب للعمليات العقليّة المختلفة إلى البشر مقارنة بالإنسان الآلي. أظهرت التجربة الأولى أنه بينما نسب المشاركون المعتقدات والآلام للبشر بقوة، كانوا أكثر انفتاحًا بشأن نسب المعتقدات أكثر من الآلام للإنسان الآلي. «يبدو أن تلك البيانات تؤكِّد أن علم نفس الفهم الشائع يضع تفريقًا بين الحالات الظاهراتيّة واللاظاهراتيّة، ويبدو أن هذا التفريق مبنيّ على الخصائص التركيبيّة لكيان بطريقة لا يمكن أن ينسب خلالها الحالات اللاظاهراتيّة». إلا أن هذا الاستنتاج لا يزال مبدئيًّا بالنظر إلى الاختلاف الواسع بين المشاركين. أظهرت التجربة الثانية نتائج مماثلة: نُسبت المعتقدات والسعادة بصورة أقوى للبشر البيولوجيّين، بينما نُسبت السعادة بصورة أقل للإنسان الآليّ عن المعتقدات.